# Liste der Naturdenkmale in Schwepnitz
Die Liste der Naturdenkmale in Schwepnitz nennt die Naturdenkmale in Schwepnitz im sächsischen Landkreis Bautzen.

## Definition
„Naturdenkmäler sind rechtsverbindlich festgesetzte Einzelschöpfungen der Natur oder entsprechende Flächen bis zu fünf Hektar, deren besonderer Schutz erforderlich ist
1. aus wissenschaftlichen, naturgeschichtlichen oder landeskundlichen Gründen oder
2. wegen ihrer Seltenheit, Eigenart oder Schönheit.“

## Liste
Link zu einem Kartenansichtstool, um Koordinaten zu setzen.
| Bild                          | Bezeichnung           | Lage                                            | Beschreibung                                                                                           | Datum | Nummer |
| ----------------------------- | --------------------- | ----------------------------------------------- | --- | ----- | ------ |
| BW                            | Schwarzwasser         | Zeisholz (51° 22′ 37,9″ N, 13° 53′ 26,9″ O)     | |       | KM001  |
| BW                            | Dubrauke              | Cosel (51° 22′ 40,1″ N, 13° 58′ 3,7″ O)         | |       | KM002  |
| BW                            | Lugwald               | Cosel (51° 22′ 21,1″ N, 13° 56′ 57″ O)          | |       | KM003  |
| BW                            | Juhrenteich           | Cosel (51° 21′ 50,7″ N, 13° 56′ 37,3″ O)        | |       | KM009  |
| mehr Fotos \| Fotos hochladen | Saleskbach            | Grüngräbchen (51° 21′ 25,8″ N, 14° 0′ 2,7″ O)   | der Bachabschnitt des Saleskbach um Schwanenteich und Langer Teich zwischen Grüngräbchen und Großgrabe |       | KM012  |
| BW                            | Die Poinz             | Grüngräbchen (51° 20′ 53,9″ N, 13° 58′ 50,2″ O) | |       | KM015  |
| BW                            | Schwarzteich          | Grüngräbchen (51° 20′ 41,6″ N, 13° 59′ 18,6″ O) | |       | KM016  |
| BW                            | Winkelwiese           | Grüngräbchen (51° 20′ 53,9″ N, 13° 59′ 32,6″ O) | |       | KM017  |
| BW                            | Am Mullenteich        | Grüngräbchen (51° 20′ 41,6″ N, 13° 59′ 34,8″ O) | |       | KM018  |
| BW                            | Mullenteichwiese      | Grüngräbchen (51° 20′ 42,7″ N, 13° 59′ 49,9″ O) | |       | KM019  |
| BW                            | Wasserstrich          | Schwepnitz (51° 20′ 21,9″ N, 13° 58′ 1,8″ O)    | |       | KM024  |
| BW                            | Weinberg              | Bulleritz (51° 20′ 19″ N, 14° 0′ 48,2″ O)       | |       | KM025  |
| BW                            | Spitzberg             | Bulleritz (51° 20′ 6″ N, 14° 1′ 9″ O)           | |       | KM030  |
| BW                            | Nitzsches Berg        | Bulleritz (51° 19′ 56,1″ N, 14° 0′ 53,7″ O)     | |       | KM031  |
| BW                            | Bracke                | Schwepnitz (51° 19′ 37,2″ N, 13° 59′ 12,8″ O)   | |       | KM034  |
| BW                            | Brackengrube          | Schwepnitz (51° 19′ 34,7″ N, 13° 58′ 54,8″ O)   | |       | KM035  |
| BW                            | Horken                | Bulleritz (51° 19′ 9,6″ N, 14° 0′ 45,3″ O)      | |       | KM040  |
| BW                            | Paane                 | Schwepnitz (51° 18′ 32,7″ N, 13° 58′ 42,7″ O)   | |       | KM045  |
| BW                            | Dubraukengraben Cosel | Cosel (51° 23′ 0,3″ N, 13° 57′ 40,7″ O)         | |       | KM156  |
| BW                            | Polken                | Cosel (51° 22′ 49,3″ N, 13° 54′ 37,8″ O)        | |       | KM160  |
| BW                            | Kiefer                | Grüngräbchen (51° 21′ 56,4″ N, 13° 57′ 39,5″ O) | beim Krebsteich, 100 m von Waldkante, zwischen Saleskbach und 20-kV-Leitung                            |       | 1      |
| BW                            | Stieleiche            | Schwepnitz (51° 19′ 9,6″ N, 13° 57′ 36,4″ O)    | |       | 94     |
| BW                            | Kreuzdorn             | Grüngräbchen (51° 21′ 35,6″ N, 13° 58′ 56,3″ O) | am Saleskbach in einer Biegung, ca. 3 m hoher Strauch                                                  |       | 95     |
| BW                            | Kiefer                | Grüngräbchen (51° 21′ 46,9″ N, 13° 57′ 52,6″ O) | abgestorbene Kiefer am Grünen Weg                                                                      |       | 96     |